# Lettonie aux Jeux olympiques d'été de 1928
L'équipe de olympique de Lettonie participe aux Jeux olympiques d'été de 1928 à Amsterdam. Elle n'y remporte aucune médaille. Le lutteur Alberts Zvejnieks est le porte-drapeau d'une délégation lettone comptant 17 sportifs (15 hommes et 2 femmes).